# Приуралье
Приура́лье, также просто Урал — окраинные части Восточно-Европейской и Западно-Сибирской равнин, прилегающие к Уралу, включает в себя Предуралье и Зауралье.
На территории Приуралья расположены Печорская низменность (на севере), а также Верхнекамская возвышенность и Бугульминско-Белебеевская возвышенность (южнее). Большая часть Приуралья покрыта хвойными лесами (ель, сосна, пихта), которые к югу сменяют широколиственные леса (дуб, липа, клён). На крайнем севере произрастает тундровая растительность, на крайнем юге преобладают степи (во многих местах распаханные).
В Приуралье находятся крупные месторождения таких полезных ископаемых, как нефть, газ и каменный уголь.